# Georg Ahlert
Georg Ahlert (* 24. Dezember 1867; † 1963) war ein deutscher Konteradmiral der Kaiserlichen Marine.

## Leben
Georg Ahlert trat am 11. April 1885 in die Kaiserliche Marine ein und wurde am 18. Mai 1888 Unterleutnant zur See. Ab 17. September 1888 war er zur Teilnahme an einem Offizierskursus an die Marineschule kommandiert. 1890 war er als Kapitänleutnant (Beförderung am 12. April 1898) bei der I. Matrosendivision. Später diente er als Oberlehrer auf der Blücher und als Erster Offizier aus der Sperber. Von April 1903 bis August 1903 war er Kommandant des Aviso Grille. Auf der Hertha wurde er in der gleichen Position am 26. April 1904 zum Korvettenkapitän befördert. Er kam in das Reichsmarineamt und war hier 1906 in der Militärischen Abteilung (A I) im Allgemeinen Marinedepartement.
Von Mai 1907 bis April 1909 war er Kommandant der Condor, welche in Ostafrika eingesetzt wurde und dort unter seinem Kommando u. a. für die Niederschlagung von Unruhen auf Deutsch-Samoa herangezogen wurde. In dieser Position wurde er am 13. Oktober 1908 zum Fregattenkapitän befördert. Zum Kapitän zur See wurde er am 22. März 1910 befördert und kam in das Reichsmarineamt. 1911 wurde er zum Abteilungschef im Reichsmarineamt ernannt, war hier 1912 Abteilungschef der Abteilung für Pensionsangelegenheiten (A VII) im Allgemeinen Marinedepartement und 1914 Abteilungschef der Pensionsabteilung (E II) im Etatsdepartement. Am 17. Dezember 1916 wurde er mit dem Charakter als Konteradmiral aus dem aktiver Seeoffizierkorps verabschiedet.
Von Februar 1917 bis April 1918 war er Dezernent und stellvertretender Direktor des Werftdepartements im Reichsmarineamt. Am 17. September 1917 wurde er hier zum Konteradmiral befördert.